# Chó rừng vằn hông
Chó rừng vằn hông (danh pháp hai phần: Lupulella adustus) là một loài chó rừng bản địa Trung Phi và Nam Phi thuộc Chi Chó. Không giống như loài chó rừng lưng đen sinh sống ở đồng bằng mở, loài chó rừng vằn hông sinh sống chủ yếu ở các vùng rừng gỗ và vùng cây bụi.

## Mô tả
Chó rừng vằn hông là một loài chó có kích thước trung bình, chỉ hơi lớn hơn chó rừng lưng đen một chút. Bộ lông của chúng có màu vàng xám, với phần lưng xám đậm hơn là phần bụng, và đuôi có màu đen với chót đuôi màu trắng. Hai bên hông có những vằn trắng không tách rời nhau, chạy từ khuỷu chân trước xuống hông. Sắc độ của các vằn thay đổi tùy theo mỗi cá thể, thường thì các con trưởng thành có vằn rõ hơn là các con non.

Hộp sọ của chó rừng văn hông nhìn giống như chó rừng lưng đen, nhưng bẹt hơn và có mỏ dài và hẹp hơn. Mào xương dọc và cung gò má cũng nhẹ hơn. Chiều dài mỏ lớn hơn khiến răng tiền hàm trên thứ ba của nó nằm gần như thẳng hàng với các răng khác thay vì nằm chéo góc. Nha thức của nó tỏ ra thích hợp với lối ăn tạp. Các răng nanh dài có một gờ sắc ở mặt sau như các loài chó khác và răng cửa ngoài cũng giống các loài chó. Răng nhai thịt của chúng nhỏ hơn loài chó rừng lưng đen vốn thiên về lối ăn thịt hơn. Con cái có bốn đầu vú ở bẹn. Nha thức của chó rừng vằn hông như sau:
| 3.1.4.2 |
| 3.1.4.3 |